# 휘트니 휴스턴의 음반 판매량, 차트 성적 및 수상과 관련된 기록
다음은 미국의 가수 휘트니 휴스턴이 음반 판매량, 차트 성적 및 수상과 관련해서 세운 기록들의 목록이다. 그녀는 활동 기간에 수 많은 차트 기록과 판매량 기록을 세웠고, 여러 시상식에서도 많은 상들을 수상함으로써 2006년 기네스 세계 기록으로부터 '모든 시대를 통틀어 가장 많은 상을 수상한 여성 아티스트'로 인정받기도 했다. 다음에 언급된 미국 내 음반 판매량은 1991년 이후 사운드스캔 집계에 근거한 자료이며, 미국 내 인증은 미국 음반 산업 협회(RIAA)의 자료에 근거하였다. 그 외 국가의 인증은 역시 각국 인증협회의 발표 자료에 기초하여 목록을 작성했다. 미국 차트 성적은 매주 발표되는 <빌보드>지로부터의 결과이다. 그러나 전 세계 음반 판매량은 정확한 판매량이 아니라 대중매체나 레코드 소속사에서 발표한 추정치이다.

## 음반 판매량
1. 휘트니 휴스턴은 총 2억장 이상의 음반 판매량으로 팝 역사상 가장 많은 음반을 판 아티스트들 중 한 명으로 인정되고 있다.[1]
2. 휴스턴의 데뷔앨범 Whitney Houston은 전 세계적으로 2,500만장 이상이 팔렸고, 브리트니 스피어스의 ...Baby One More Time이 그 기록을 깨기 전까지 여자 가수의 데뷔앨범으로는 역사상 가장 많이 팔린 앨범이었다.[2]
3. 휴스턴은 1992년 12월 27일에 끝나는 그 주(《빌보드》지 1993년 1월 9일자 차트에 반영)에 "I Will Always Love You"의 실물 CD싱글이 632,000장이 팔려 여성 가수의 싱글로는 한 주에 가장 많이 팔린 싱글 기록을 보유하고 있다.[3]
4. 닐슨 사운드스캔에 따르면 "I Will Always Love You" 싱글은 미국에서 4,591,000장이 팔려 여성 가수의 싱글로는 미국 내에서 가장 많이 팔린 실물 CD 싱글이 되었고, 남녀가수를 통틀어서는 1997년에 발표된 엘튼 존의 "Candle in the Wind 1997"/"Something About the Way You Look Tonight" 싱글에 이어 두 번째로 많은 판매기록을 지니고 있다.[4][5]
5. "I Will Always Love You"는 영국에서 1,620,000만장이 팔린 것으로 집계되어 1998-99년 셰어의 "Believe"(1,790,000장 판매)가 그 기록을 깨기 전까지 솔로 여자 가수의 싱글로는 영국에서 가장 많이 팔린 싱글이었다. 휴스턴의 싱글은 지금까지 영국에서 역사상 24번째로 많이 팔린 싱글로 기록되고 있다.[6][7][8] (솔로 여자 가수의 싱글로는 여전히 2위의 판매기록을 유지하고 있음)
6. 현재까지 "I Will Always Love You"는 전 세계적으로 2,000만장이 팔린 것으로 집계되어 솔로 여성 가수의 싱글로는 역사상 가장 많이 팔린 싱글로 기록되고 있다.[9]
7. 영화 보디가드의 사운드트랙 (The Bodyguard Soundtrack Album)은 1992년 크리스마스가 낀 그 주에 1,061,000장이 팔려 1991년 5월 닐슨 사운드스캔에 의해 판매량이 집계된 이후 처음으로 한 주에 100만장 이상 팔린 앨범이 되었고, 1998년 11월 가스 브룩스의 Double Live앨범이 발매 첫 주에 1,085,000장이 팔려 기록을 깨기 전까지 한 주 최다 판매량 기록도 보유하고 있었다.[10] 현재까지 휴스턴을 포함해서 오직 5명의 여성가수 앨범만이 한 주에 100만장 이상이 팔렸다. 브리트니 스피어스의 Oops!... I Did It Again (1,319,000장, 2000년), 노라 존스의 Feels Like Home (1,022,000장, 2004년), 테일러 스위프트의 앨범 3장―Speak (1,047,000장, 2010년), Red (1,208,000장, 2012년), 1989 (1,287,000장, 2014년)―그리고 레이디 가가의 Born This Way (1,108,000장, 2011년)가 그 앨범들이다.[11][12]
8. 보디가드 사운드트랙은 미국 내에서 17× 플래티넘의 인증과 13,450,000장의 판매량으로 (12,140,000장의 사운드스캔 집계량에 BMG Music Club에서 팔린 1,310,000장을 합친 판매량) 역사상 가장 많이 팔린 사운드트랙이 되었다.[13][14][15] 사운드스캔 집계량은 메탈리카의 Metallica (16,040,000장), 쉬나이아 트웨인의 Come on Over (15,580,000장), 앨러니스 모리세트의 Jagged Little Pill (14,950,000장), 비틀즈의 1 (12,410,000장), 백스트리트 보이즈의 Millennium (12,250,000장)에 이어 6위에 해당한다.[14]
9. 보디가드 사운드트랙은 현재까지 전 세계적으로 4,400만장이 팔려 세계 팝 역사상 가장 많이 팔린 사운드드트랙으로 기록되고 있다.[16]
10. The Bodyguard Soundtrack은 한국에서 120만장이 넘게 팔려 100만장 이상 팔린 최초의 팝 앨범이었고, 한국 팝 역사상 가장 많이 팔린 사운드트랙이 되었다.[17][18] 일본에서도 보디가드 사운드트랙은 280만장 이상의 판매량을 올리며 일본 음악 역사상 가장 많이 팔린 외국 앨범이 되었으나 그 기록은 1998-99년 325만장이 팔린 머라이어 캐리의 #1's에 의해 깨졌다.[19]
11. The Preacher's Wife Soundtrack은 미국 내 판매량 2,491,000장 (2009년까지의 사운드스캔 집계), 전 세계 판매량 600만장으로 역사상 가장 많이 팔린 가스펠 앨범이 되었다.[20][21]

## 인증
1. 휘트니 휴스턴의 데뷔앨범 Whitney Houston은 1980년대에 캐나다에서 가장 많이 팔린 여성 가수의 앨범이다. 그 앨범은 100만장 이상의 판매량으로 1987년 3월 31일 캐나다 음반 산업 협회(Canadian Recording Industry Association, CRIA: 현재는 뮤직 캐나다(Music Canada)로 명칭 바뀜)로부터 10× 플래티넘(다이아몬드) 인증을 받은 최초의 여성 가수 앨범이 되었다.[22][23]
2. 앨범 Whitney Houston은 1988년 10월 6일 미국 음반 산업 협회(Recording Industry Association of America, RIAA)로부터 9× 플래티넘을 인증받아 1980년대에 미국에서 발매된 신인 아티스트의 앨범 가운데 가장 높은 인증을 획득한 앨범이 되었다.[24][25] 또한 휘트니 휴스턴은 RIAA가 1976년에 플래티넘 어워드, 1984년에 멀티플래티넘 어워드를 수여하기 시작한 이래 그 레벨에 도달한 첫 번째 여성가수가 되었다.[26]
3. 1988년 4월 18일, 휴스턴의 2집 앨범 Whitney가 6× 플래티넘을 인증받아 휴스턴은 1980년대에 6× 플래티넘 이상의 인증을 받은 앨범을 두 장 가진 최초의 여성 가수가 되었다.[24]
4. 1993년 1월 12일, "I Will Always Love You" 싱글은 자선 싱글이었던 USA for Africa의 "We Are the Wolrd"에 이어 RIAA 역사상 두 번째로 4× 플래티넘 인증을 받은 싱글이 되었고, 휴스턴은 실물 CD로 그 레벨의 인증을 받은 첫 번째 그리고 유일한 여성가수가 되었다.[4]
5. The Bodyguard Soundtrack Album은 1993년 1월 18일, RIAA로부터 6× 플래티넘의 최초 인증(발매 후 처음으로 받은 인증)을 받아 가장 높은 레벨로 최초 인증을 받은 앨범이 되었다. 이 기록은 2000년 4월, 엔싱크의 No Strings Attached가 7× 플래티넘의 최초 인증을 받으면서 깨졌다.[24]
6. 1993년 11월, 보디가드 사운드트랙이 RIAA에 의해 10× 플래티넘 인증을 받아 휴스턴은 앨범 발매 후 2년 미만에 다이아몬드 레벨을 획득한 첫 번째 솔로 여성 가수가 되었다.[27]
7. 1994년 1월 25일, 데뷔앨범 Whitney Houston은 미국 음반 산업 협회(RIAA)로부터 10× 플래티넘(1,000만장 출하) 인증을 획득했고 그 레벨의 인증을 받은 것은 여자 가수의 정규 앨범, 여자 가수의 데뷔 앨범으로서는 최초였다. 그 결과 보디가드 사운드트랙과 데뷔 앨범으로 휴스턴은 두 장의 10× 플래티넘을 가진 최초의 여성 가수가 되었다.[24]
8. 보디가드 사운드트랙은 1994년 일본 음반 산업 협회(Recording Industry Association of Japan, RIAJ)로부터 2× 밀리언(200만장 이상 판매) 인증을 받은 최초의 외국 앨범이 되었다.[28]
9. 앨범 Whitney가 1995년 11월 29일 RIAA로부터 9× 플래티넘 인증을 받아 휴스턴은 9× 플래티넘 이상의 인증을 받은 앨범을 3장 가진 최초의 여자 가수가 되었다.[24]
10. 1999년 3월 16일, 미국 음반 산업 협회(RIAA)가 1,000만장 이상이 출하된 앨범 또는 싱글에 수여하는 다이아몬드 어워드를 제정하였을 때, 휴스턴은 Whitney Houston과 The Bodyguard Soundtrack으로 두 개의 다이아몬드 어워드를 수상하며 여자 가수로서는 처음으로 두 장의 다이아몬드 앨범을 갖는 가수가 되었다.[29] 현재까지, 두 장 이상의 다이아몬드 앨범을 가지고 있는 여성 가수는 휴스턴 외에, 마돈나, 머라이어 캐리, 셀린 디온, 브리트니 스피어스, 쉬나이아 트웨인 그리고 딕시 칙스가 있다. (쉬나이아 트웨인은 여자 가수로서는 가장 많은 3장의 다이아몬드 앨범을 가지고 있다)
11. 앨범 Whitney Houston이 1999년 7월, 미국 음반 산업 협회로부터 13× 플래티넘을 인증받아 여자 가수의 데뷔앨범으로서는 가장 높은 레벨의 인증을 받았으나 2004년 브리트니 스피어스의 ...Baby One More Time이 14× 플래티넘 인증을 받아 그 기록이 깨졌다.[24]
12. 1999년 11월, 미국 음반 산업 협회(RIAA)는 휘트니 휴스턴을 "20세기 가장 많은 음반을 판 R&B 여성 아티스트"(당시까지 5,000만장 인증)로 선정했고, The Bodyguard Soundtrack은 "20세기에 가장 많이 팔린 사운드트랙 앨범"(1,700만장 인증)이라 발표했다.[30]
13. 미국 음반 산업 협회(RIAA)가 2004년 디지털 음원에 대한 인증을 시작하기 전, 휴스턴은 총 1,650만장의 실물 싱글 판매량 인증으로 미국 내에서 가장 많은 싱글 판매량을 기록한 여자 가수였다.[31]
14. 2014년 11월 현재까지 휘트니 휴스턴은 미국 음반 산업 협회(RIAA)로부터 총 5,700만장의 앨범 인증량으로 여성 가수들 중에서는 바브라 스트라이샌드(7,200만장), 마돈나(6,450만장), 머라이어 캐리(6,350만장)에 이은 4위를 기록하고 있고, 전체 아티스트들 중에서는 19위를 기록하고 있다.[32]

## 차트 기록들

### 핫 100
1. 휘트니 휴스턴의 첫 번째 앨범 Whitney Houston은 세 곡의 Billboard Hot 100 차트 1위곡―"Saving All My Love for You"(1985년 10월), "How Will I Know"(1986년 2월), "Greatest Love of All"(1986년 5월)―을 배출한 최초의 여자 가수 앨범이자 최초의 데뷔 앨범이다.[33]
2. 2집 Whitney에서 첫 싱글 "I Wanna Dance with Somebody (Who Loves Me)"가 1987년 6월 Hot 100차트에서 1위를 차지한 이후 발표된 후속 싱글들 "Didn't We Almost Have It All"(1987년 9월), "So Emotional"(1988년 1월), "Where Do Broken Hearts Go"(1988년 4월)가 연속으로 모두 1위를 차지하면서 휴스턴은 한 앨범에서 4개의 1위곡을 낸 첫 번째 여성 가수가 되었고, 데뷔 앨범에서의 3곡의 1위곡을 포함 총 7곡을 연속으로 1위에 올려 6곡을 연속으로 1위에 올렸던 비틀즈와 비지스의 기록을 깨고 팝 역사상 가장 많은 곡을 연속으로 1위에 올린 아티스트가 되었다.[4][34]
3. 7곡의 1위곡으로 휴스턴은 마돈나와 함께 1980년대에 가장 많은 싱글차트 1위곡을 기록한 여자 가수였다.[35]
4. 휴스턴은 그녀가 제25회 슈퍼볼에서 공연한 미국 국가 "The Star Spangled Banner"를 1991년 3월 Hot 100 차트 20위에 올리며, 미국 팝 역사상 국가를 Top 20 히트곡으로 만든 유일한 가수가 되었고, 2001년 그 싱글이 재발매되어 다시 Hot 100 차트 6위에 오르면서, 휴스턴은 미국 국가로 Top 10 히트를 기록한 첫 번째이자 유일한 가수가 되었다.[4][36][37]
5. "I Will Always Love You"는 1992년 11월 28일자 Hot 100차트 정상에 올라 1993년 2월 27일자 차트까지 14주 연속 1위에 올라 솔로 여자 가수의 곡으로 가장 오랫동안 정상을 차지한 곡이 되었고, 사운드트랙 수록곡으로서도 가장 오랫동안 1위에 오른 곡이 되었다.[38] 현재까지 Hot 100 차트에서 10주 이상 1위를 기록한 곡을 보유한 여성 가수는 휴스턴 외에, 머라이어 캐리, 브랜디, 모니카, 비욘세, 토니 브랙스턴, 리한나, 데스티니스 차일드, 데비 분, 올리비아 뉴튼 존 그리고 아샨티가 있다.
6. 사운드스캔 데이터와 라디오 방송 시스템을 사용하여 Hot 100 차트를 집계하기 시작한 1991년 이래로 휘트니 휴스턴은 같은 주에 세 곡을 동시에 Top 11안에 올린 첫 번째 여자 가수가 되었다. 그녀는 1993년 3월 3주간, "I Will Always Love You", "I'm Every Woman", "I Have Nothing"로 그 기록을 달성했다.[39][40]
7. "Exhale (Shoop Shoop)"은 마이클 잭슨의 "You Are Not Alone", 머라이어 캐리의 "Fantasy"에 이어 Hot 100 차트 역사상 세 번째로 등장 첫 주에 1위에 오른 곡이다. "Exhale (Shoop Shoop)"은 1995년 11월 25일자 Hot 100 차트에서 1위로 데뷔해서 1주간 정상을 차지한 후 1995년 12월 2일자 차트부터 1996년 2월 10일자 차트까지 머라이어 캐리와 보이즈 투 멘의 "One Sweet Day"에 이어 11주간 연속으로 2위에 올라 가장 오랜 기간 동안 2위에 머문 곡이 되었다.[41][42][43](1위를 차지하지 못한 곡 가운데 가장 오랫 동안 2위에 머문 곡은 10주 동안 2위 자리를 지켰던 포리너의 "Waiting for a Girl Like You"와 미시 엘리엇의 "Work It"이다)

### 핫 어덜트 컨템포러리
1. 1980년대에 휴스턴은 총 7곡의 빌보드 핫 어덜트 컨템포러리 차트 1위곡을 만들어내며 80년대에 가장 많은 곡을 정상에 올린 여자가수가 되었다. "Saving All My Love for You" (1985년 10월, 3주),[44] "How Will I Know" (1986년 2월, 1주),[45] "Greatest Love of All" (1986년 4-5월, 5주),[46] "I Wanna Dance with Somebody (Who Loves Me)" (1987년 7월, 3주),[47] "Didn't We Almost Have It All" (1987년 9-10월, 3주),[48] "Where Do Broken Hearts Go" (1988년 4월, 3주)[49] 그리고 "One Moment in Time" (1988년 10-11월, 2주)[50] 가 1위를 차지한 곡들이다.

### 빌보드 200
1. 휴스턴의 데뷔 앨범 Whitney Houston은 1986년 Billboard 200 앨범차트에서 14주간 1위에 올라 여자 가수의 데뷔 앨범으로서는 차트 역사상 최장 기간 1위를 차지한 앨범이 되었고, 전체 데뷔 앨범 가운데에서는 1982-83년에 15주 동안 정상을 지켰던 멘 앳 워크의 Business as Usual에 이은 2위의 기록이다.[51][52] 거기에 더해 그 앨범은 1980년대에 최장 기간 앨범차트 1위에 오른 여자 가수의 앨범이고, 14주 1위 기록은 당시까지 차트 역사상 가장 오랫 동안 1위를 차지한 여자 가수의 앨범인 캐롤 킹의 Tapestry 기록에 1주가 모자라는 기록이었다.[53]
2. 2집 앨범 Whitney는 1987년 6월 27일자 앨범차트에서 발매 첫 주에 1위로 올라 여자 가수의 앨범으로서는 최초로 1위로 데뷔한 앨범이 되었다.[54] 1991년 빌보드 200 앨범차트에서 사운드스캔 데이터를 사용하기 이전에, 휴스턴은 앨범차트 등장 첫 주에 1위에 오른 앨범을 지닌 5명의 아티스트들 중 한 명이었다. 그 앨범들은 엘튼 존의 Captain Fantastic and the Brown Dirt Cowboy (1975년)와 Rock of the Westies (1975년), 스티비 원더의 Songs in the Key of Life (1976년), 브루스 스프링스틴의 Live/1975–85 (1986년) 그리고 마이클 잭슨의 Bad (1987년) 앨범이었다.[55]
3. 앨범 Whitney는 데뷔 첫 주인 1987년 6월 27일에 1위에 오른 뒤 9월 5일자 차트까지 연속 11주간 1위에 올라 1980년대에 가장 오랫동안 연속으로 1위에 오른 여자 가수의 앨범이 되었고, 휴스턴은 데뷔 앨범의 14주 1위 기록과 합쳐서 80년대에 총 25주간 앨범차트 1위에 올라 누적 주수 최장기간 차트 정상에 오른 여자 가수가 되었다.
4. 2집은 지금까지 차트에 1위로 데뷔한 여자 가수의 앨범들 가운데 최장 기간 연속으로 1위에 오른 앨범이다.[56]
5. 휴스턴은 데뷔 앨범 Whitney Houston과 2집 Whitney로 1980년대에 앨범차트에서 10주 이상 1위를 차지한 유일한 여성 가수였고, 2장의 10주 이상 1위 앨범을 가진 유일한 아티스트였다.[53](참고: 미국 빌보드 200 앨범차트 1위 앨범들의 목록 (영어))
6. The Bodyguard Soundtrack Album 1992-93년에 비연속적으로 20주간 앨범차트 1위에 올랐고, 아델의 앨범 21이 2011-12년에 24주간 1위를 차지하기 전까지 사운드스캔 집계가 시작된 이래 가장 오랫동안 1위에 오른 앨범이었다.[57][58][59]
7. 54년의 빌보드 200 앨범차트 역사에서, 10주 이상 1위를 차지한 앨범을 3장 보유한 여자 가수는 휘트니 휴스턴이 유일하다. 휴스턴 외에 이 기록을 달성한 아티스트들은 비틀즈, 엘비스 프레슬리, 킹스턴 트리오 뿐이다.[4] (비틀즈와 프레슬리는 각각 4장씩 10주 이상 1위 앨범을 가지고 있다)[4] 휴스턴의 세 장의 앨범 외에 11주 이상 앨범차트 1위에 오른 여자 가수의 앨범은 단 6장 뿐이다. 아델의 21 (2011년, 24주), 캐롤 킹의 Tapestry (1971년, 15주), 주디 갈란드의 Judy at Carnegie Hall (1961년, 13주), 앨러니스 모리세트의 Jagged Little Pill (1995년, 12주), 머라이어 캐리의 Mariah Carey (1991년 11주) 그리고 테일러 스위프트의 Fearless (2008년 11주)가 그 앨범들이다.[53]
8. 휴스턴의 4장의 1위 앨범들은 총 46주간 차트 정상에 머물렀고, 그 기록은 1955년 이래 여자 가수로서는 누적 총합 최장 기간 1위 기록이다.[60]
  - Whitney Houston (14주): 1986년 3월 8일―4월 19일 (첫 번째 1위 기간, 7주), 5월 17일―6월 28일 (두 번째 1위 기간, 7주)
  - Whitney  (11주): 1987년 6월 27일―월 5일 (11주 연속)
  - The Bodyguard Soundtrack (20주): 1992년 12월 12일―1993년 3월 16일 (첫 번째 1위 기간, 13주), 4월 3일 (두 번째 1위 기간, 1주), 4월 17일―5월 1일 (세 번째 1위 기간, 3주), 5월 15일―29일 (네 번째 1위 기간, 3주)
  - I Look to You (1주): 2009년 9월 19일
9. 빌보드 앨범 차트 역사에서 휴스턴은 3장의 앨범을 동시에 top 10안에 진입시킨 첫 번째 여자 가수가 되었다. 휴스턴 사후인 2012년 3월 10일자 빌보드 200 앨범차트에서 Whitney: The Greatest Hits (2위), The Bodyguard Soundtrack (6위), Whitney Houston (9위)이 동시에 top 10안에 진입했다.[61]
10. 2012년 3월 17일자 빌보드 200 앨범차트에 휴스턴은 총 9장의 앨범을 top 100안에 올려 가장 많은 수의 앨범을 동시에 차트에 올린 여자 가수가 되었다―Whitney: The Greatest Hits (2위), The Bodyguard Soundtrack (5위), Whitney Houston (10위), I Look to You (13위), Triple Feature (21위), My Love Is Your Love (31위), I'm Your Baby Tonight (32위), Just Whitney... (50위), The Preacher's Wife Soundtrack (80위).[62]

### 톱 뮤직 비디오
1. 휴스턴이 1986년에 데뷔 앨범의 싱글 히트곡 네 곡의 뮤직 비디오를 수록해 발표했던 The #1 Video Hits가 1985년부터 <빌보드>지에서 순위를 발표했던 톱 뮤직 비디오 차트에서 22주간 1위에 올라 여자 가수로서는 최장 기간 1위에 오르는 기록을 세웠다. 이 기록은 2012년 아델의 Live at the Royal Albert Hall이 28주 1위를 차지하기 전까지 18년간 그 기록이 깨지지 않고 있었다.[4]

### 빌보드 연말 결산차트
1. 휴스턴의 데뷔 앨범 Whitney Houston은 1986년 〈빌보드〉지 연말 결산차트에서 차트 역사상 여자 가수의 앨범으로는 처음으로 '올해의 No.1 팝 앨범'(Top Pop Album of the Year, 현재는 Billboard 200으로 차트 명칭이 바뀜)이 되었다.[63] 그 앨범은 또한 '올해의 No.1 블랙 앨범'(Top Black Album of the Year, 현재는 Top R&B/Hip Hop Albums 차트로 명칭이 바뀜)으로 선정되어 팝과 R&B부문 연말결산 앨범차트에서 한 해에 동시에 1위를 차지한 첫 번째 솔로 여자 가수의 앨범, 최초의 데뷔 앨범이 되었다.[64]
2. 휴스턴은 1986년 〈빌보드〉지 선정 '올해의 팝 아티스트'(Top Pop Artist of the Year)였다. 그것은 흑인 여자 가수로서는 최초로 달성한 기록이었고, 전체 여자 가수 중에서는 1985년 연말 결산차트에서 1위에 오른 마돈나에 이은 두 번째 기록이었다.[65]
3. The Bodyguard Soundtrack과 싱글 "I Will Always Love You"로 휴스턴은 1993년 빌보드 200, 톱 R&B 앨범, 핫 100 싱글, 핫 R&B 싱글 연말 결산차트에서 모두 1위에 올라 그러한 기록을 세운 첫 번째 아티스트이자 유일한 아티스트가 되었다.[66]
4. 위에서 언급한대로 휴스턴은 데뷔앨범과 보디가드 사운드트랙으로 <빌보드>지 연말 결산차트에서 '올해의 #1 앨범'을 두 번 차지했다. 휴스턴 외에 이처럼 각기 다른 앨범으로 앨범 연말결산차트에서 1위에 오른 아티스트는 엘튼 존과 50 센트뿐이다. (마이클 잭슨(Thriller)과 아델(21)은 같은 앨범으로 2년간 '올해의 #1 앨범'을 차지한 바 있다)[4]
5. 휴스턴은 또한 총 세 개의 '올해의 #1 R&B 앨범'(#1 R&B Album of the Year)―1986년 Whitney Houston, 1991년 I'm Your Baby Tonight 그리고 1993년 The Bodyguard Soundtrack Album―을 가져 R&B 부문 연말차트 1위 앨범을 가장 많이 가진 아티스트가 되었다. (참고: 역대 빌보드지 연말 차트 1위 싱글과 앨범들 목록)

### 차트 종합
1. 휴스턴은 가장 많은 3관왕 히트―〈빌보드〉 Hot 100, R&B, 어덜트 컨템포러리 3개 차트에서 모두 1위―를 기록한 여자 가수이다. "Saving All My Love for You",  "How Will I Know", "All the Man That I Need", 그리고 "I Will Always Love You"로 총 4번 3관왕을 달성하였다. 남녀가수 통틀어 최고 기록은 코모도스의 멤버로서 활동할 때의 1위곡 "Three Times a Lady"를 포함해 총 5곡으로 3관왕을 기록한 라이오넬 리치이다. (솔로 가수로서의 기록은 휴스턴과 동률이다)[67][68]
2. "I Will Always Love You"는 〈빌보드〉지 1992년 12월 19일자부터 1993년 1월 16일자까지 5주 연속으로 Hot 100, R&B 그리고 어덜트 컨템포러리 차트에서 동시에 1위에 오르며 가장 오랜 기간 동안 세 차트를 동시에 점령한 기록을 세웠다.
3. 휴스턴은 1993년 1월 〈빌보드〉차트에서 보디가드 사운드트랙과 "I Will Always Love You" 싱글로 총 13개 부문에서 동시에 1위를 차지하는 기록을 세웠다. 빌보드 200, 톱 R&B 앨범, 핫 100 싱글, 핫 R&B 싱글, 핫 어덜트 컨템포러리, 톱 싱글 세일즈, 톱 40 라디오 모니터, 톱 40 에어플레이/메인스트림, 톱 40 에어플레이/리듬-크로스오버, R&B 싱글 세일즈, R&B 라디오 모니터, 유로차트 핫 100 싱글 그리고 유로 앨범차트가 그 차트들이었다.

### 미국 이외의 다른 나라 차트
1. 앨범 Whitney Houston은 1986년 캐나다 앨범 차트에서 17주간 1위에 올라 1980년대 캐나다 앨범 차트에서 가장 오랫동안 1위에 오른 여자 가수의 앨범이 되었다. (참고: 1986년 캐나다 앨범차트 1위 앨범들 목록)
2. 2집 Whitney가 1987년 캐나다 앨범차트에서 6주간 1위에 올라 휴스턴은 두 장의 앨범으로 캐나다 앨범차트 23주간 정상을 차지하며 1980년대 여자 가수로서는 누적 주수 최장 1위를 기록한 가수가 되었다. (참고: 1987년 캐나다 앨범차트 1위 앨범들 목록)
3. 데뷔 앨범이 1986년 오스트레일리아 앨범차트에서 11주간 1위에 오르며 휴스턴은 그 나라 앨범차트 정상에 오른 최초의 흑인 여성 아티스트가 되었다. 11주 1위는 1980년대 여자 가수의 앨범으로는 그 차트에서 최장 기간 1위에 오른 기록이기도 하였다. (참고: 1980년대 오스트레일리아 앨범차트 1위 앨범들 목록)
4. 앨범 Whitney 역시 1987년 오스트레일리아 앨범차트에서 3주간 1위에 올라 휴스턴은 1980년대 그 차트에서 총 17주간 1위를 차지, 누적 주수 1위 기간에서도 가장 오랫동안 정상에 있었던 여자가수가 되었다.
5. 휴스턴은 2집 Whitney로 미국에서 뿐만 아니라 영국 앨범차트에서도 데뷔와 동시에 1위에 올라 팝 역사상 미국과 영국 앨범차트에서 모두 1위로 데뷔한 최초의 아티스트였다.[69] 위 빌보드 200 기록에서 언급된 Whitney 이전에 빌보드 앨범차트에서 1위로 데뷔한 4장의 앨범들은 모두 영국 앨범차트에서 1위를 차지하지 못했다. 엘튼 존의 Captain Fantastic and the Brown Dirt Cowboy와 Rock of the Westies는 각각 최고 순위 2위, 5위를 기록했고, 스티비 원더의 Songs in the Key of Life가 2위, 브루스 스프링스틴의 Live/1975–85는 4위를 기록했다.[70][71][72]
6. "I Will Always Love You"는 영국 싱글차트에서 1992년 12월 5일자부터 1993년 2월 6일자까지 10주 연속 1위를 기록, 도리스 데이가 1954년 "Secret Love"로 세웠던 9주 1위 기록을 깨드리며 솔로 여자 가수의 곡으로는 영국 싱글차트 역사상 최장 기간 1위에 오른 곡이 되었다.[73] (현재는 2007년 10주 1위를 차지한 리한나의 "Umbrella"와 기록을 공유하고 있다)[74]
7. "I Will Always Love You"는 1992년 12월 중순부터 93년 2월 초까지 8주간 동시에 미국, 영국, 오스트레일리아 싱글차트에서 1위에 올라 있었다. 이것은 세 나라 차트에서 동시에 1위에 오른 곡들 가운데 최장 기간 1위 기록이었다.
8. 미국, 영국, 오스트레일리아 싱글차트에서 모두 10주 이상 1위를 차지한 곡은 "I Will Always Love You"가 유일하다. (영국과 오스트레일리아 싱글차트에서는 10주간 1위 기록)
9. 영국 차트 역사상 연말 결산 싱글차트에서 2년 연속 같은 곡으로 top 10안에 오른 가수는 휴스턴이 유일하다. 그녀는 "I Will Always Love You"로 1992년 연말 결산차트에서 1위에 올랐고, 1993년 차트에서는 9위에 올랐다.[75]
10. 기네스 세계 기록은 휴스턴이 사후 2012년 2월 25일자 영국 싱글차트 톱 75에 12곡을 동시에 진입시켜 에이미 와인하우스가 2011년 사후에 8곡을 동시에 차트에 올린 기록을 깨고 가장 많은 곡을 동시에 차트에 올린 솔로 여성 아티스가 되었다고 발표했다.[76] 차트에 오른 곡들은 "I Will Always Love You"(14위), "I Wanna Dance with Somebody (Who Loves Me)"(20위), "One Moment in Time"(40위), "My Love Is Your Love"(42위), "I Have Nothing"(44위), "How Will I Know"(56위), "Greatest Love of All"(58위), "Saving All My Love for You"(59위), "It's Not Right But It's Okay"(61위), "Million Dollar Bill"(62위), "Run to You"(67위), "Where Do Broken Hearts Go"(74위)이다.[77] 남녀가수 전체로는 2009년 사망 후 28곡을 동시에 차트 순위에 올린 마이클 잭슨이 최다 기록을 가지고 있다.
11. 오스트레일리아 음반 산업 협회(Australian Recording Industry Association, ARIA)가 선정한 1990년대 10년 결산 Top 100 싱글차트에서 "I Will Always Love You"가 엘튼 존의 "Candle in the Wind '97/Something About the Way You Look Tonight"에 이어 2위를 차지하며 여자 가수의 곡으로는 가장 높은 순위를 기록했다.

## 수상 관련 및 그 외 기록
1. 2006년 기네스 세계 기록(Guiness World Records)은 휘트니 휴스턴이 '모든 시대를 통틀어 가장 많은 상을 수상한 여성 아티스트'라고 발표했다.[1][78]
2. 휴스턴은 아메리칸 뮤직 어워드(AMA)에서 두 개의 특별상―1994년 어워드 오브 메리트(Award of Merit)와 2009년 인터내셔널 아티스트 어워드(International Artist Award)―을 포함해서 총 22개의 상을 수상해서 AMA에서 가장 많은 상을 수상한 여자 가수이고, 전체 순위로는 마이클 잭슨(26개), 앨러배마(23개)에 이은 3위에 해당한다.[79]
3. 휴스턴은 데뷔앨범으로 1986년 제13회, 1987년 제14회 아메리칸 뮤직 어워드에서 각각 6개, 7개 부문의 후보지명을 받아 AMA 역사상 한 앨범으로 가장 많은 후보 지명을 받은 가수가 되었다.[80][81]
4. 1987년 제14회 아메리칸 뮤직 어워드에서 휴스턴은 총 5개의 상을 수상해서 당시까지 여자 가수로서는 한 해에 가장 많은 AMA를 수상한 기록을 세웠다―최고 인기 팝/록 여자 가수, 최고 인기 팝/록 앨범(Whitney Houston), 최고 인기 소울/R&B 여자 가수, 최고 인기 소울/R&B 앨범(Whitney Houston) 그리고 최고 인기 소울/R&B 비디오("Greatest Love of All").[82]
5. 1994년 제21회 아메리칸 뮤직 어워드에서는 특별상인 어워드 오브 메리트를 비롯해 총 8개의 상을 수상하여 여자가수로서 한 해 최다 수상 기록을 경신했고, 마이클 잭슨이 가지고 있던 한 해에 가장 많은 AMA를 수상한 기록과 동률을 이뤘다―최고 인기 팝/록 여자 가수, 최고 인기 팝/록 앨범(The Bodyguard Soundtrack Album), 최고 인기 팝/록 싱글("I Will Always Love You"), 최고 인기 소울/R&B 여자 가수, 최고 인기 소울/R&B 앨범(The Bodyguard Soundtrack), 최고 인기 소울/R&B 싱글("I Will Always Love You"), 최고 인기 어덜트 컨템포러리 앨범(The Bodyguard Soundtrack) 그리고 어워드 오브 메리트.[83][84]
6. 1993년 빌보드 뮤직 어워드에서 휴스턴은 보디가드 사운드트랙과 "I Will Always Love You"로 총 11개 부문의 상을 수상해서 한 해 최다 수상기록을 세웠다. 그 부문들은 '올해의 #1 앨범', '최장기간 1위 앨범', '#1 핫 100 싱글 아티스트', '올해의 #1 핫 100 싱글', '최장기간 1위 싱글', '올해의 #1 R&B 앨범', '#1 R&B 싱글 아티스트', '올해의 #1 R&B 싱글', '#1 사운드트랙 앨범', '#1 월드 아티스트' 그리고 '#1 월드 싱글'이었다.[84][85](참고: 1993 빌보드 뮤직 어워드에서 휘트니 휴스턴의 11개 부문 수상 장면)
7. 1994년 제6회 월드 뮤직 어워드(WMA)에서 휴스턴은 한 해 최다 수상 기록인 5개 부문의 상을 수상했다. 수상 부문은 '세계 최다 음반 판매 아티스트', '올해의 세계 최다 음반 판매 팝 아티스트', '올해의 세계 최다 음반 판매 R&B 아티스트', '올해의 세계 최다 음반 판매 미국 아티스트', '이 시대의 세계 최다 음반 판매 여성 가수'였다.[86] (참고: 1994 월드 뮤직 어워드에서의 휴스턴의 5개 부문 수상 장면)
8. 2007년까지의 집계에서 휴스턴은 런던의 웸블리 아레나에서 총 29회의 공연을 펼쳐 그 곳에서 공연을 가장 많이 했던 여자 가수가 되었다.[87]